# Kromsdorf
Kromsdorf is een voormalige gemeente in de Duitse deelstaat Thüringen, en maakt deel uit van de Landkreis Weimarer Land.Kromsdorf telde in 2012  inwoners.

## Geschiedenis
De gemeente bestond uit de plaatsen Großkromsdorf en Kleinkromsdorf en maakte deel uit van de Verwaltungsgemeinschaft Ilmtal-Weinstraße tot op 1 januari 2019 het verband werd opgeheven en Kromsdorf een Ortsteil werd van de gemeente Ilmtal-Weinstraße.
Denstedt · Goldbach · Kromsdorf · Leutenthal · Liebstedt · Mattstedt · Niederreißen · Niederroßla · Nirmsdorf · Oberreißen · Oßmannstedt · Pfiffelbach · Rohrbach · Ulrichshalben · Wersdorf · Willerstedt